# Гіга-
Гіга- (позначення: Г або G) — префікс системи SI, що дає кратність 109 (1 000 000 000, один мільярд).
Прийнята у 1947 році. Походить від грецького слова γίγας, що означає «гігант».
Приклади:
- 1 гігават = 109 ватів.